# Замок Нангор
Замок Нангор (англ. Nangor Castle, Nangar Castle) — один із замків Ірландії, стояв колись на землі Нангор, що нині є околицею Дубліна. Замок не зберігся. Відомо тільки місце де він колись стояв. Замок був збудований після англо-норманського завоювання Ірландії в 1169 році для захисту англійської колонії Пейл від ірландських кланів, що намагалися повернути собі ці землі. Замок був місцем чисельних боїв між ірландськими кланами та англійськими поселенцями. Навколо замку були землі, якими володіли англійські колоністи. Замок був спалений під час війни за незалежність Ірландії під проводом Едварда Брюса в 1315 році. У 1348 році ці місця спустошила чума. Землями і замком Нангор володіли ФітцДжеральди — графи Кілдер. Саме їм король Англії доручив захищати Пейл від ірландських військ Едварда Брюса. Але потім самі ФітцДжеральди неодноразово повставали проти англійської влади. У 1487 році ФітцДжеральди повстали і оголосили королем Англії самозванця Ламберта Сімнела. У 1536 році ФітцДжеральди, незадоволені репресіями з боку короля Англії знову повстали. Повстання очолив Шовковий Томас — Томас ФітцДжеральд. Замок Нангор знову став ареної боїв. Останній раз руїни замку Нангор були ареною боїв в 1646 та в 1649 роках під час повстання за незалежність Ірландії та громадянської війни на Британських островах. Після цього замок Нангор був остаточно зруйнований. На його місці потім був невеликий маєток та сільгоспугіддя.